# Kabinetsformatie Nederland 1918

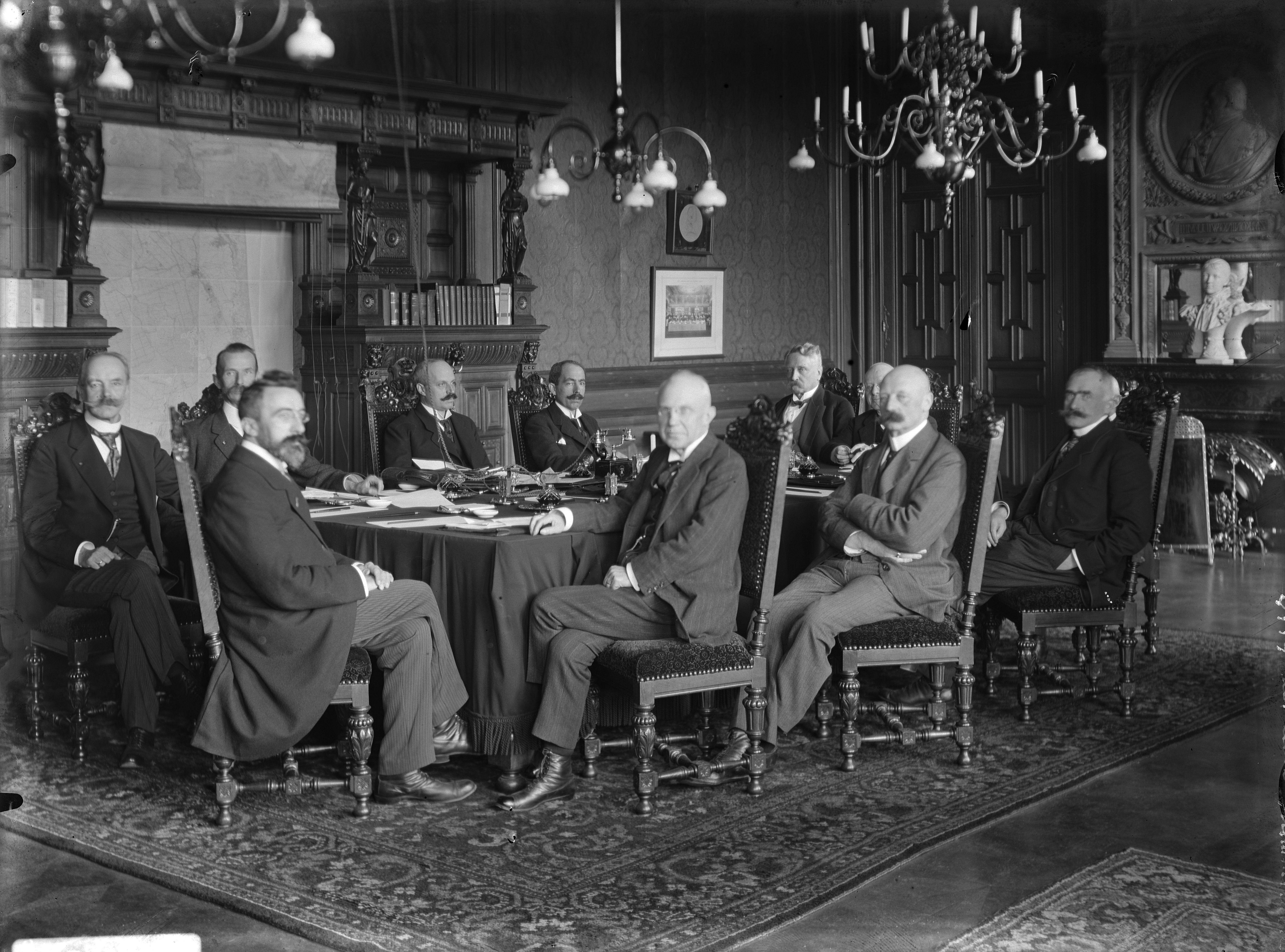
ministerraad van kabinet-Ruijs de Beerenbrouck I

Een kabinetsformatie vond in Nederland plaats na de Tweede Kamerverkiezingen van 3 juli 1918. De formatie leidde op 9 september 1918 tot de beëdiging van het kabinet-Ruijs de Beerenbrouck I. De coalitie bestond uit de Roomsch-Katholieke Staatspartij (RKSP), de Anti-Revolutionaire Partij (ARP) en de Christelijk-Historische Unie (CHU).

## Achtergrond
De formatie vond plaats tijdens de Eerste Wereldoorlog, waarin Nederland neutraal was. Het zittende kabinet was het kabinet-Cort van der Linden onder leiding van liberaal Pieter Cort van der Linden. Hoewel sommige rechtse en linkse politici pleitten voor het aanblijven van dat kabinet vanwege de oorlog, wilde koningin Wilhelmina een nieuw kabinet. Ze was van mening dat het kabinet niet meer effectief was en maakte zich zorgen over de voedselvoorziening.
Samen met ARP-politicus Alexander Willem Frederik Idenburg en CHU-politicus Alexander de Savornin Lohman besprak ze het plan om voor de verkiezingen een nieuw kabinet te vormen, maar beiden wezen dit plan af. Daarnaast probeerde ze voormalig ARP-minister Hendrik Colijn toe te voegen aan het kabinet als minister zonder portefeuille, maar Colijn kon niet plotseling ontslag nemen als directeur van de Bataafsche Petroleum Maatschappij (B.P.M.).

### Verkiezingsuitslag

Zetelverdeling van de nieuwe Tweede Kamer na de verkiezingen van 1918:
SP: 1
SDP: 2
SDAP: 22
CSP: 1
BCS: 1
CDP: 1
MP: 1
NP: 1
VDW: 1
PB: 1
VDB: 5
EB: 3
BVL: 4
LU: 6
ARP: 13
CHU: 7
RKSP: 30

De Tweede Kamerverkiezingen van 3 juli 1918 waren de eerste Tweede Kamerverkiezingen met evenredige vertegenwoordiging in plaats van het districtenstelsel. Daardoor konden veel kleinere fracties in de Kamer komen. Bij deze verkiezingen behaalde de rechtse Coalitie 50 zetels. De Coalitie bestond uit de Roomsch-Katholieke Staatspartij (RKSP, 30 zetels), de Anti-Revolutionaire Partij (ARP, 13 zetels) en de Christelijk-Historische Unie (CHU, 7 zetels). De linkse Concentratie behaalde eveneens 50 zetels. De Concentratie bestond onder meer uit de Sociaal-Democratische Arbeiderspartij (SDAP, 22 zetels) en de Liberale Unie (LU, 6 zetels). Omdat beide kanten geen meerderheid hadden, lag geen enkele combinatie voor de hand.

## Consultaties

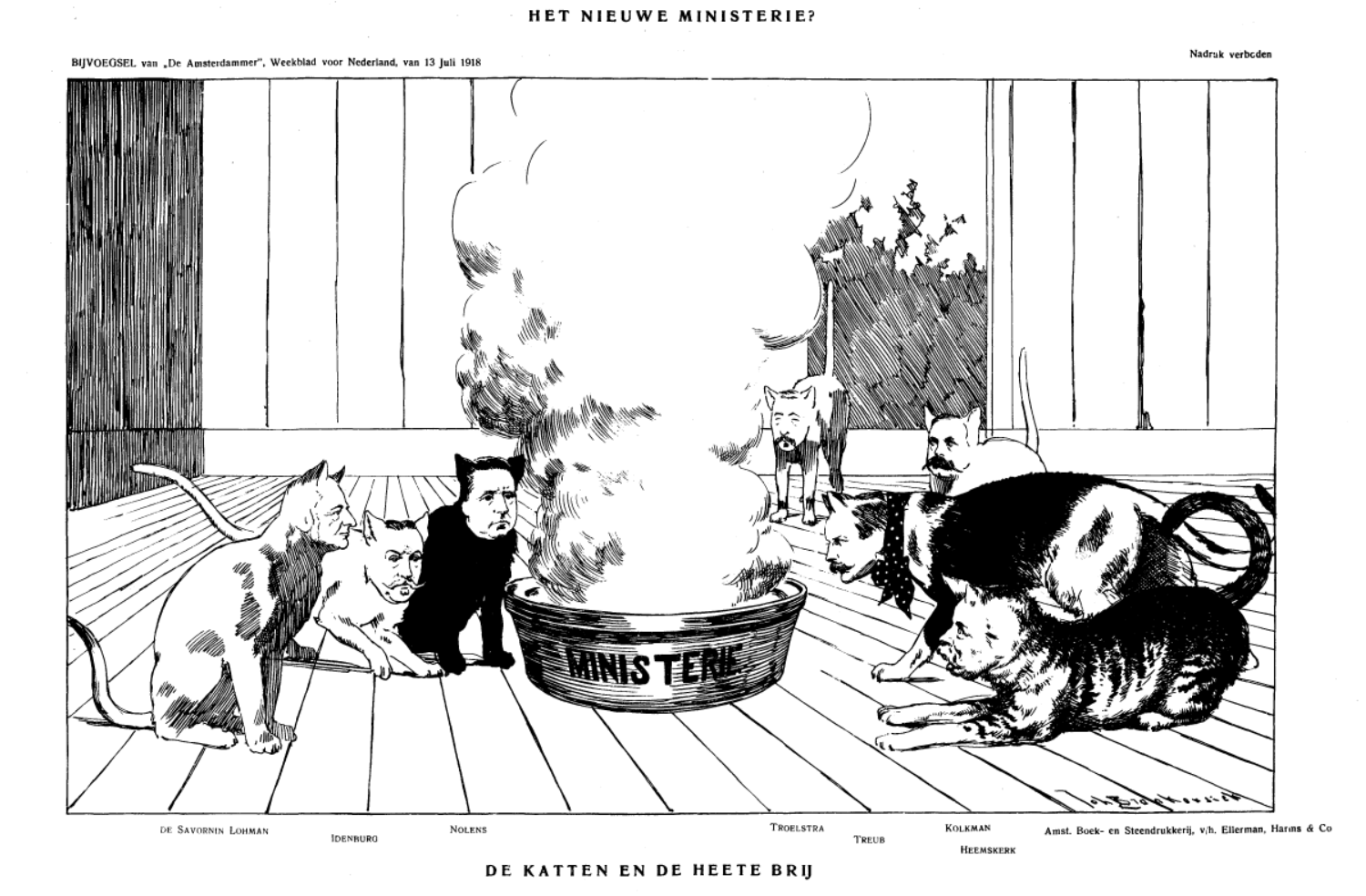
Spotprent van Johan Braakensiek in De Amsterdammer over de kabinetsformatie. Willem Hubert Nolens, Alexander Willem Frederik Idenburg, Alexander de Savornin Lohman, Pieter Jelles Troelstra, Willem Treub, Maximilien Joseph Caspar Marie Kolkman en Theo Heemskerk afgebeeld als katten die rond de hete brij ("ministerie") lopen

De RKSP werd in de Tweede Kamer geleid door de priester Willem Hubert Nolens. Coenraad van der Voort van Zijp leidde de ARP-fractie in de Tweede Kamer, maar de ARP werd in de formatie vooral geleid door Alexander Willem Frederik Idenburg. De CHU werd geleid door Alexander de Savornin Lohman, die goede banden onderhield met Idenburg, Heemskerk en Colijn.
De RKSP was voorstander van een rechts kabinet. Idenburg vreesde echter dat een rechts kabinet zonder meerderheid zou teleurstellen, waarbij volgens hem ARP en CHU vooral electoraal geraakt zouden worden. Daarom vond hij dat een gemengd kabinet nodig was. Het gemengd kabinet zou gevormd moeten worden door een links staatsman met zekere steun van rechts, maar waarbij de ARP niet te veel op de voorgrond moest treden. Lohman was tegen het plan van Idenburg, in het bijzonder omdat van CHU verwacht zou worden zo'n gemengd kabinet te steunen.

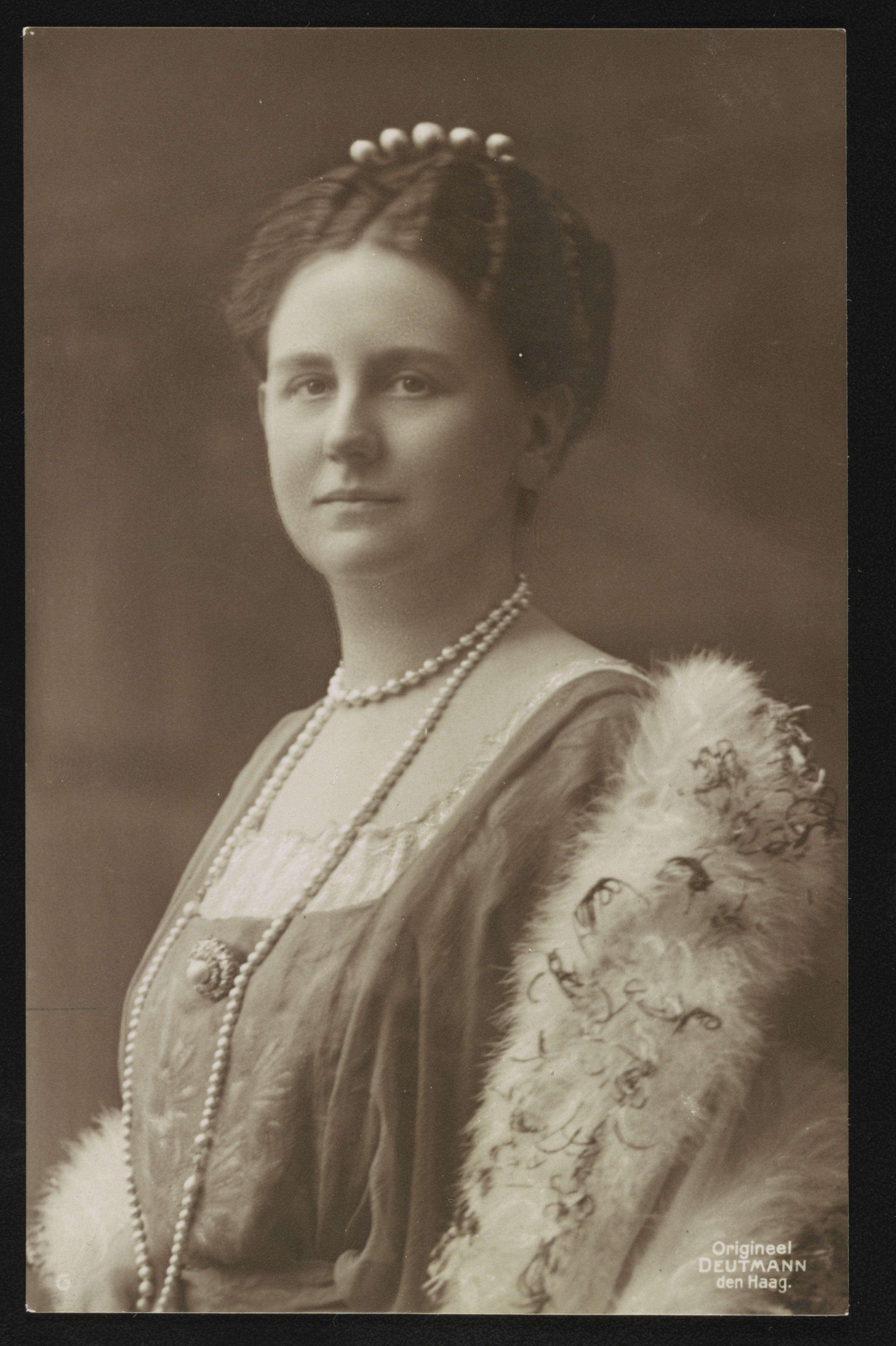
Koningin Wilhelmina der Nederlanden, foto van 1913

Na gesprekken met haar vaste adviseurs en de rechtse fractieleiders gaf koningin Wilhelmina Lohman de opdracht om te komen tot een gemeenschappelijk advies van de drie rechtse fractieleiders. Tijdens een overleg op 9 juli adviseerden deze fractieleiders een rechts kabinet te onderzoeken, mits duidelijk was dat de linkse partijen de formatie zouden afwijzen. Wilhelmina liet vervolgens Tweede Kamervoorzitter Dirk Fock (LU) vragen of zij wilden formeren. Na overleg met Pieter Jelles Troelstra (SDAP), Henri Marchant (VDB) en Alibert Cornelis Visser van IJzendoorn (BVL) adviseerde hij op 12 juli een rechtse formatie onder leiding van een rooms-katholieke formateur.

## Formateur Nolens

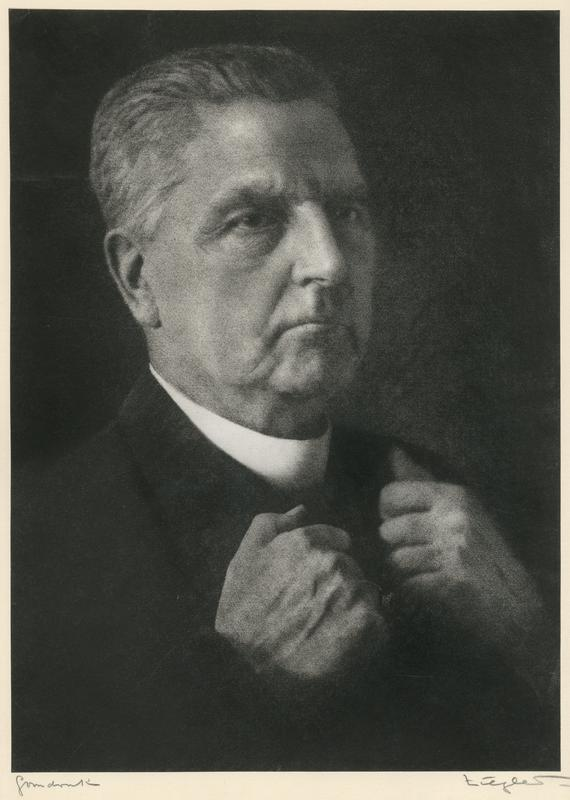
Formateur Willem Hubert Nolens

Nolens wilde dat een rooms-katholieke formateur aangewezen werd. Hij was daartoe zelf bereid, maar hij wilde geen zitting nemen in het kabinet. Een rooms-katholiek formateurschap, en zeker een premierschap, lag zeer gevoelig bij de protestanten. Bovendien was Nolens priester, wat het extra gevoelige maakte. Een voorstel om naast Nolens Lohman aan te wijzen, wees Nolens af.
In plaats daarvan stelden Lohman en Nolens voor om Idenburg als formateur en minister-president aan te stellen, maar Idenburg wees dit af. Hij was als voormalig gouverneur-generaal van Nederlands-Indië alleen bereid de portefeuille van Koloniën op zich te nemen, wat lastig te combineren was met het premierschap. Omdat Idenburg weigerde, benoemde Wilhelmina op 13 juli Nolens als formateur.
De belangrijkste taak voor Nolens was het vinden van een minister-president aan wie hij het formateurschap kon overdragen. Hij stelde de katholieke Gouverneur van Limburg Charles Ruijs de Beerenbrouck voor, maar dit werd afgewezen door Colijn en Lohman. Lohman stelde voormalig ARP-premier Theo Heemskerk voor, maar hij kreeg geen steun van Nolens.
De 81-jarige Lohman was op 17 juli bereid het premierschap gecombineerd met het ministerschap van Binnenlandse Zaken op zich te nemen, als Onderwijs daarvan afgesplitst werd. Lohman begon de facto als formateur. Hij twijfelde echter al snel en zag op 21 juli definitief af van het premierschap.
Hoewel de zoektocht naar premier vastliep, slaagde hij er wel in om enkele ministersposten te vullen. Het voormalige katholieke Kamerlid Piet Aalberse was bereid minister van Arbeid worden. Minister van Oorlog Bonifacius Cornelis de Jonge (CHU) was bereid aan te blijven in het nieuwe kabinet, hoewel dit later op bezwaar van de koningin stuitte.
Voor Financiën benaderde Nolens thesaurier-generaal Leonardus Trip. Katholiek gezant bij de Heilige Stoel in Rome Octaaf van Nispen tot Sevenaer werd gevraagd voor het ministerie van Buitenlandse Zaken maar hij sloeg het aanbod af. Verder werd CHU-Kamerlid Dirk Jan de Geer gevraagd voor de portefeuille van Onderwijs, maar ook hij weigerde. Op 27 juli vroeg Nolens opnieuw aan Ruijs de Beerenbrouck of hij bereid was premier te worden. Ruijs de Beerenbrouck wilde erover nadenken en gaf nog geen definitief antwoord.
Op 30 juli bleek de koningin zelf Van Nispen benaderd te hebben om terug te komen naar Nederland en te vragen of hij bereid was premier te worden. Van Nispen keerde pas op 15 augustus terug in Den Haag, waar hij het premierschap vanwege gezondheidsredenen afwees. De koningin wilde vervolgens een nieuwe formateur vragen, met Colijn in gedachten. Op 19 augustus verzocht zij Nolens daarom zijn formatieopdracht terug te geven.

## Tussenberaad

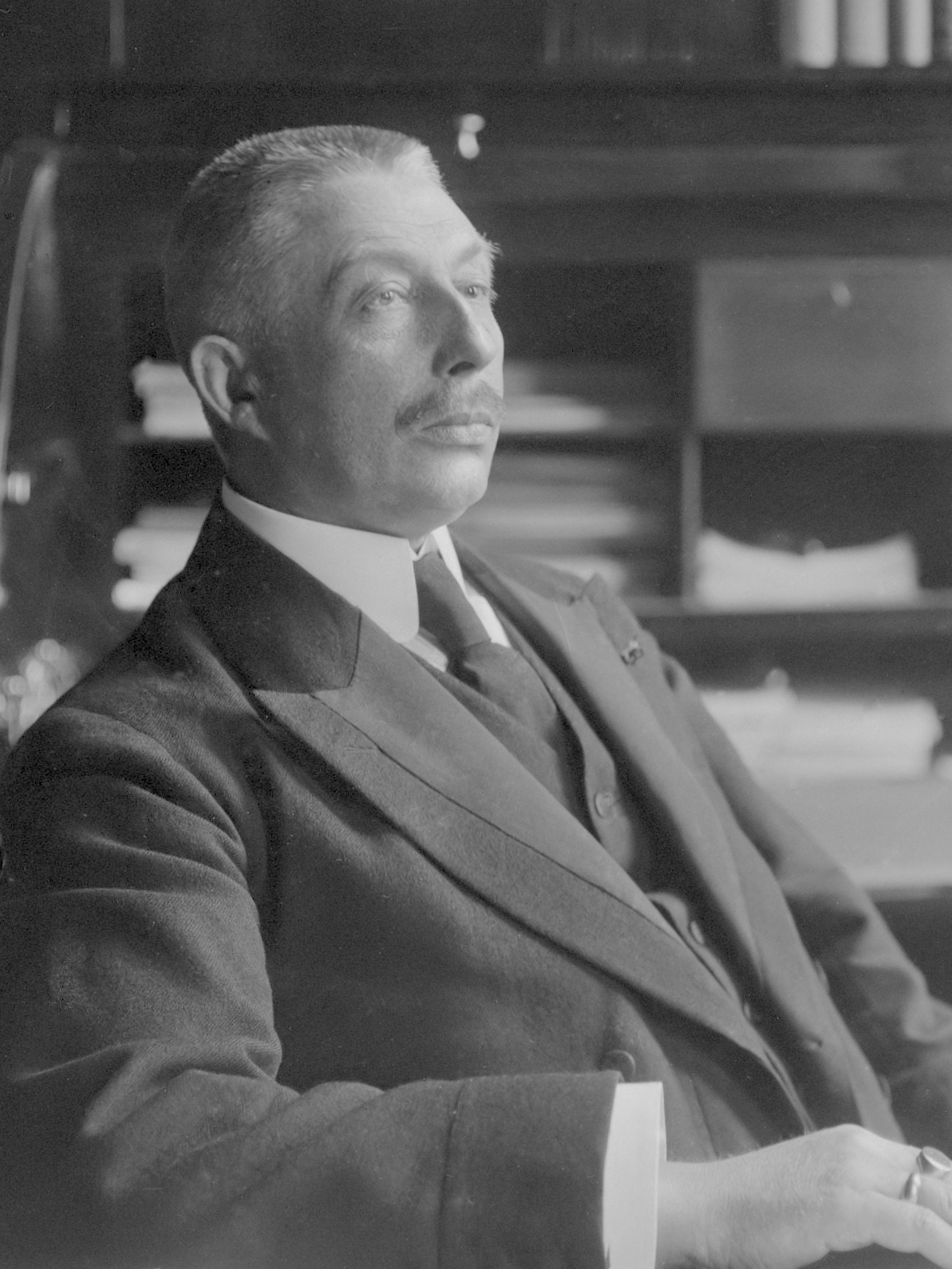
Hendrik Colijn, foto van 1913

Direct na het ontslag van Nolens bood de koningin het formateurschap aan Lohman aan, maar Lohman weigerde opnieuw. Wel werd afgesproken dat zij publiekelijk zou aankondigen dat de opdracht aan hem was gegeven, zodat hij deze de volgende dag formeel kon afwijzen.
Daarna bood de koningin in het geheim het formateurschap aan Colijn aan. Colijn was alleen bereid deze rol op zich te nemen als hij naast het premierschap onbezoldigd directeur mocht blijven van de B.P.M. Hoewel Lohman en Van der Voort van Zijp hiermee akkoord gingen, reageerden Nolens en Cort van der Linden negatief. Zij vonden het onacceptabel dat de leider van het kabinet verbonden zou zijn aan een bedrijf met een "kapitalistisch-imperialistisch" karakter. Colijn wees het verzoek daarom af.
In dat laatste gesprek liet Colijn weten dat binnen de ARP-fractie de vraag was gerezen of er nog wel een sterk rechts kabinet gevormd kon worden na de afwijzingen van Nolens, Lohman en hemzelf. Daarbij werd overwogen of er niet naar een gemengd kabinet gekeken moest worden. De koningin verzocht de fractie snel duidelijkheid te geven over hun standpunt. Op 23 augustus verklaarde de meerderheid van de ARP-fractie een gemengd kabinet te willen.
Inmiddels had Nolens namens de RKSP aangegeven dat zij zich vijandig zou opstellen tegenover een gemengd kabinet. Toen Colijn dit aan de fractie mededeelde, veranderde de fractie nog diezelfde dag van positie en kozen ervoor geen standpunt in te nemen over een mogelijk rechts kabinet. De katholieken waren daarnaast tegen een extraparlementair kabinet.
Wat overbleef was opnieuw een rechts kabinet, waarbij de vraag nog steeds was wie premier zou worden. De overgebleven opties waren Ruijs de Beerenbrouck en Heemskerk. Uiteindelijk liet de CHU-fractie haar bezwaren tegen Ruijs de Beerenbrouck varen. Op 29 augustus wees de koningin Ruijs de Beerenbrouck aan als formateur.

## Formateur Ruijs de Beerenbrouck

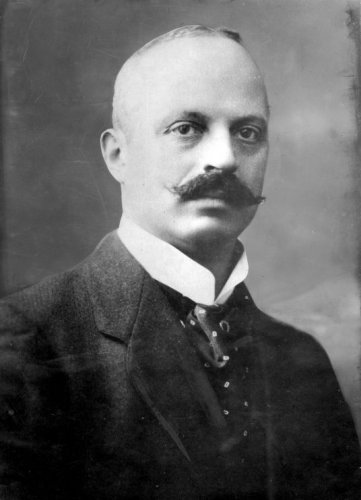
Formateur Charles Ruijs de Beerenbrouck

Op 30 augustus begon Ruijs de Beerenbrouck met gesprekken met voormalig formateur Nolens en andere betrokkenen zoals Colijn, Idenburg en Heemskerk. Hij bouwde voort op het werk van Nolens, die de meeste ministerschappen al had ingevuld. Ruijs de Beerenbrouck had een goed gesprek met Lohman, die zich lange tijd had verzet tegen zijn benoeming.
Ruijs de Beerenbrouck vroeg Lohman om CHU-partijvoorzitter Johannes Theodoor de Visser te benaderen voor het ministerie van Onderwijs. De Visser accepteerde de functie. Minister De Jonge besloot niet aan te willen blijven als minister van Oorlog. De katholiek George August Alexander Alting von Geusau werd benaderd als vervanger, maar hij stemde alleen toe als het ministerie van Oorlog niet werd samengevoegd met dat van Marine.
Op 2 september kwamen de kandidaat-ministers van het bijna voltallige kabinet bijeen. Aan het begin van de bijeenkomst werd bekendgemaakt dat W.C.J. Smit had bedankt had voor de functie van minister van Marine. Vervolgens werd W.J.G. van Umgrove gevraagd, maar hij liet nog tijdens de bijeenkomst weten de functie niet te aanvaarden. Uiteindelijk vond men zeeofficier Willem Naudin ten Cate, sympathisant van de CHU, bereid de positie te vervullen. Tijdens de bespreking uitte Trip grote bezwaren tegen de hoogte van de begrotingen van Oorlog en Marine. De kandidaten konden hierover geen compromis bereiken, waarop Trip de bijeenkomst rond 3 uur verliet.
Het zoeken naar een vervanger op Financiën dreigde de formatie te laten mislukken. De Geer werd opnieuw gevraagd, maar was op verzoek van Lohman alleen beschikbaar als reserve. Een alternatief konden de antirevolutionairen en de christelijk-historischen binnen hun gelederen niet vinden. Een extra katholieke minister was niet acceptabel voor ze. Er werd overwogen om Heemskerk Financiën te geven in plaats van Justitie, maar ook voor die verschuiving was er geen geschikte vervanger. De koningin probeerde zonder succes De Geer alsnog over te halen. ARP-Kamerlid Frederik Herman de Monté verLoren werd vervolgens gevraagd, maar hij weigerde eveneens. Uiteindelijk werd na enige druk de Amsterdamse wethouder Simon de Vries Czn (ARP) bereid gevonden voor de functie van minister van Financiën.

### Invloed van Kuyper

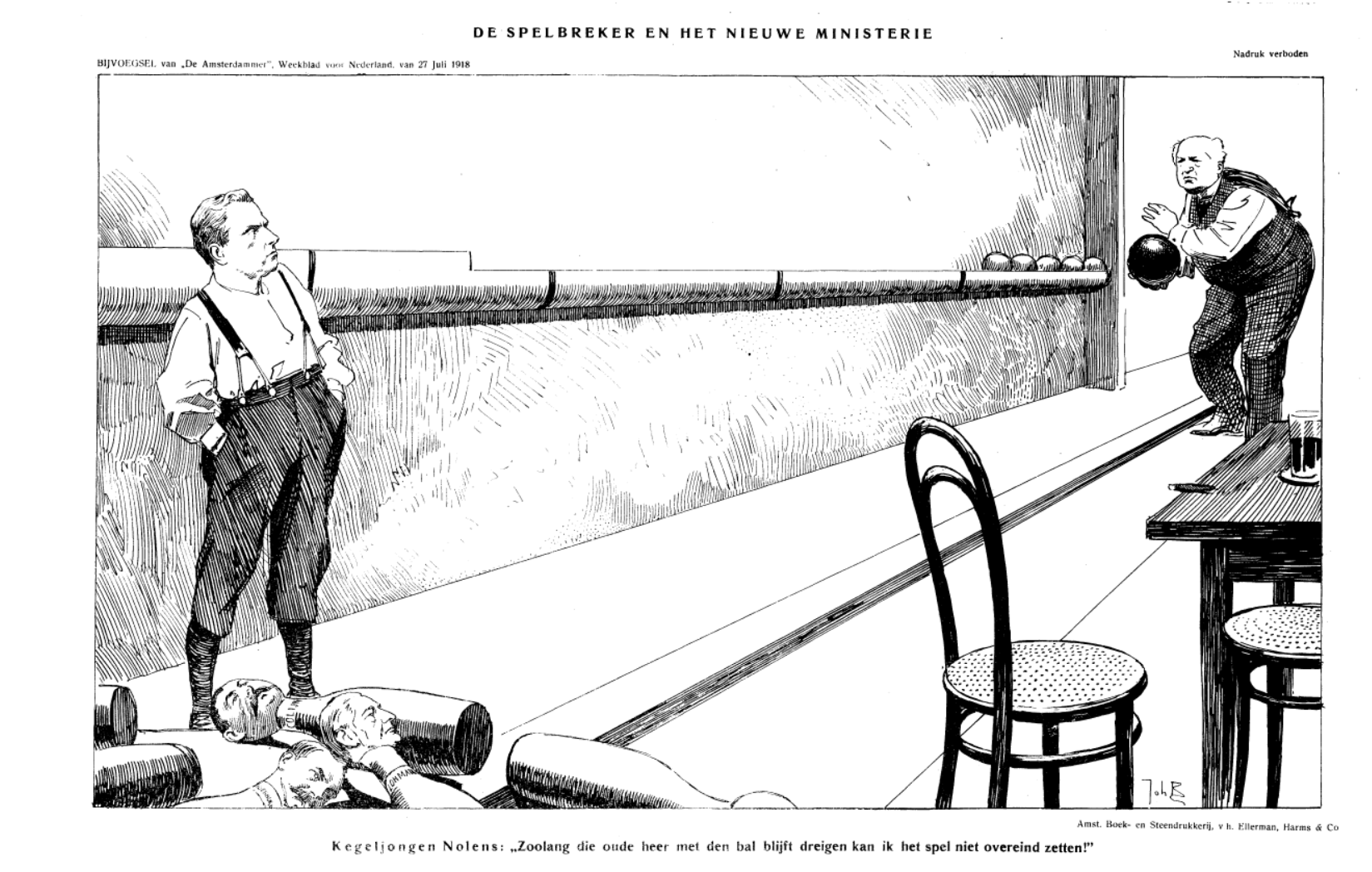
Spotprent van Johan Braakensiek in De Amsterdammer van 27 juli 1918. Abraham Kuyper bowlt kegels met de hoofden van onder meer Hendrik Colijn en Alexander de Savornin Lohman, terwijl Willem Hubert Nolens ze probeert recht te zetten.

Tijdens de formatie oefende voormalig premier en ARP-partijvoorzitter Abraham Kuyper invloed uit, onder meer via De Standaard, de krant waarvan hij hoofdredacteur was. Hij vond dat de antirevolutionairen niet moesten deelnemen aan een kabinet onder leiding van een katholiek. Toen Kuyper op 6 september hoorde dat het rechtse kabinet was gevormd, uitte hij zijn ongenoegen richting Idenburg, Colijn en Heemskerk. Omdat Kuyper nog populair was bij antirevolutionaire kiezers vreesden zij dat de formatie op losse schroeven zou komen te staan als hij dat ongenoegen zou publiceren.
Ruijs de Beerenbrouck nam contact met Kuyper op en bezocht hem op 7 september. Het gesprek verliep vriendelijk, maar Kuyper wilde geen steun aan het kabinet toezeggen. Op 8 september bezocht Kuypers partijgenoot Colijn hem. Dit gesprek had een positiever resultaat, maar een toezegging het kabinet te steunen bleef uit.
Uiteindelijk besloot het kabinet door te gaan, nadat de populaire Colijn had toegezegd publiekelijk voor het kabinet op te komen als Kuyper het kabinet onaangenaam zou bejegenen. Op 9 september meldde Ruijs de Beerenbrouck het formatieresultaat bij de koningin. Diezelfde middag werd het kabinet-Ruijs de Beerenbrouck I door haar beëdigd.

## Nasleep
Kuyper leverde na de formatie commentaar op het kabinet, maar tot een openlijke aanval kwam het niet. De krappe meerderheid bracht enkele ministerscrises voort waardoor het kabinet in 1921 viel. Na een kabinetsformatie werd het kabinet gereconstrueerd en bleef het aan tot vlak na de Tweede Kamerverkiezingen van 5 juli 1922.

## Bron
- Puchinger, G. (1970). Colijn en het einde van de coalitie I. De geschiedenis van de kabinetsformaties 1918-1924. J.H. Kok N.V. Kampen. ISBN 9789024215386.